# Velika nagrada Pescare

### Pobjednici po godinama
| Godina | Vozač         | Konstruktor | Staza   |
| ------ | ------------- | ----------- | ------- |
| 1957.  | Stirling Moss | Vanwall     | Pescara |